# 若い樹
『若い樹』（わかいき）は、1956年（昭和31年）1月22日に公開された日本映画。製作、配給は東宝。モノクロ、スタンダード。同時上映は『乱菊物語』。
熊本弁の転校生・小泉浩子の活躍を描いた学園青春もの。

## キャスト
- 小泉浩子：青山京子[3]
- 沢崎邦子：宮桂子[3]
- 長谷川華子：森啓子[3]
- 矢部ミサ子：飛鳥みさ子[3]
- 大畑春枝：河美智子[3]
- 堀田卓夫：山田真二[3]
- 馬場次郎左衛門：太刀川洋一[3]
- 篠原先生：佐野周二[3]
- 小泉かつ子：清川虹子
- 康夫くん：伊東隆[3]
- 政どん：井上大助[3]
- 華子の父：志村喬[3]
- 華子の母：一の宮あつ子[3]
- 邦子の母：沢村貞子[3]
- すみれ牛乳主人：富田仲次郎[3]
- 大石ひろみ：上野明美[3]
- 杉山久子：若水玲子[3]
- 女教師：戸川夕子[3]
- 隣家の女将：出雲八重子[3]

## スタッフ
以下のスタッフ名は東宝に従った。
- 製作：宇佐美仁
- 原作：小糸のぶ
- 脚本：池田一朗、本多猪四郎
- 音楽：飯田信夫
- 撮影：山崎一雄
- 美術：安倍輝明
- 録音：三上長七郎
- 照明：猪原一郎
- 助監督：梶田興治
- 監督：本多猪四郎